# Sveriges herrlandskamper i ishockey under 1940-talet
Sveriges herrlandskamper i ishockey under 1940-talet omfattade bland annat ett olympiskt spel och två världsmästerskap. Det svenska landslaget kom på en femteplats i OS i Sankt Moritz 1948.

## 1940
| Datum       | Spelplats |                      |                      | Resultat | Typ av match  |
| ----------- | --------- | -------------------- | -------------------- | -------- | ------------- |
| 12 januari  | Stockholm | Sverige              | Norge                | 6 – 0    | Träningsmatch |
| 2 februari  | Oslo      | Norge                | Sverige              | 0 – 5    | Träningsmatch |
| 3 februari  | Drammen   | Norge                | Sverige              | 3 – 3    | Träningsmatch |
| 11 december | Stockholm | Sverige              | Tyskland (1935-1945) | 4 – 1    | Träningsmatch |
| 15 december | Stockholm | Sverige              | Schweiz              | 1 – 2    | Träningsmatch |
| 29 december | Wien      | Tyskland (1935-1945) | Sverige              | 1 – 2    | Träningsmatch |

## 1941
| Datum       | Spelplats              |                      |          | Resultat | Typ av match  |
| ----------- | ---------------------- | -------------------- | -------- | -------- | ------------- |
| 19 januari  | Basel                  | Schweiz              | Sverige  | 4 – 0    | Träningsmatch |
| 17 februari | Helsingfors            | Finland              | Sverige  | 0 – 11   | Träningsmatch |
| 18 februari | Åbo                    | Finland              | Sverige  | 1 – 3    | Träningsmatch |
| 19 februari | Garmisch-Partenkirchen | Sverige              | Rumänien | 6 – 0    | Träningsmatch |
| 20 februari | Garmisch-Partenkirchen | Italien (1861-1946)  | Sverige  | 3 – 10   | Träningsmatch |
| 22 februari | Garmisch-Partenkirchen | Sverige              | Schweiz  | 2 – 0    | Träningsmatch |
| 23 februari | Garmisch-Partenkirchen | Tyskland (1935-1945) | Sverige  | 2 – 1    | Träningsmatch |
| 16 november | Stockholm              | Sverige              | Schweiz  | 1 – 0    | Träningsmatch |
| 23 november | Basel                  | Schweiz              | Sverige  | 2 – 2    | Träningsmatch |
| 30 november | Zürich                 | Schweiz              | Sverige  | 6 – 3    | Träningsmatch |

## 1942
| Datum       | Spelplats |         |         | Resultat | Typ av match  |
| ----------- | --------- | ------- | ------- | -------- | ------------- |
| 13 december | Stockholm | Sverige | Schweiz | 5 – 2    | Träningsmatch |

## 1943
- Ingen landskamp

## 1944
- Ingen landskamp

## 1945
| Datum       | Spelplats |         |                 | Resultat | Typ av match  |
| ----------- | --------- | ------- | --------------- | -------- | ------------- |
| 14 februari | Stockholm | Sverige | Finland         | 9 – 0    | Träningsmatch |
| 2 december  | Stockholm | Sverige | Tjeckoslovakien | 5 – 1    | Träningsmatch |

## 1946
| Datum       | Spelplats  |                 |                 | Resultat | Typ av match  |
| ----------- | ---------- | --------------- | --------------- | -------- | ------------- |
| 24 februari | Prag       | Tjeckoslovakien | Sverige         | 3 – 1    | Träningsmatch |
| 25 februari | Tammerfors | Finland         | Sverige         | 5 – 9    | Träningsmatch |
| 14 mars     | London     | England         | Sverige         | 2 – 14   | Träningsmatch |
| 19 mars     | Paisley    | Skottland       | Sverige         | 5 – 8    | Träningsmatch |
| 17 november | Stockholm  | Sverige         | Schweiz         | 3 – 2    | Träningsmatch |
| 19 november | Stockholm  | Sverige         | Schweiz         | 9 – 7    | Träningsmatch |
| 1 december  | Stockholm  | Sverige         | Tjeckoslovakien | 0 – 2    | Träningsmatch |
| 3 december  | Stockholm  | Sverige         | Tjeckoslovakien | 5 – 1    | Träningsmatch |
| 26 december | Stockholm  | Sverige         | USA             | 9 – 0    | Träningsmatch |
| 27 december | Stockholm  | Sverige         | USA             | 14 – 4   | Träningsmatch |

## 1947
| Datum       | Spelplats  |                 |           | Resultat | Typ av match  |
| ----------- | ---------- | --------------- | --------- | -------- | ------------- |
| 4 januari   | Oslo       | Norge           | Sverige   | 2 – 10   | Träningsmatch |
| 5 januari   | Oslo       | Norge           | Sverige   | 1 – 16   | Träningsmatch |
| 9 februari  | Zürich     | Schweiz         | Sverige   | 6 – 9    | Träningsmatch |
| 11 februari | Basel      | Schweiz         | Sverige   | 5 – 9    | Träningsmatch |
| 15 februari | Prag       | Schweiz         | Sverige   | 4 – 4    | VM 1947       |
| 16 februari | Prag       | Sverige         | Belgien   | 24 – 1   | VM 1947       |
| 17 februari | Prag       | Sverige         | USA       | 4 – 1    | VM 1947       |
| 18 februari | Prag       | Polen           | Sverige   | 3 – 5    | VM 1947       |
| 19 februari | Prag       | Sverige         | Rumänien  | 15 – 3   | VM 1947       |
| 22 februari | Prag       | Tjeckoslovakien | Sverige   | 1 – 2    | VM 1947       |
| 23 februari | Prag       | Sverige         | Österrike | 1 – 2    | VM 1947       |
| 3 mars      | Tavastehus | Finland         | Sverige   | 8 – 13   | Träningsmatch |
| 4 mars      | Tammerfors | Finland         | Sverige   | 5 – 8    | Träningsmatch |
| 13 november | London     | Storbritannien  | Sverige   | 6 – 5    | Träningsmatch |
| 14 november | Prag       | Tjeckoslovakien | Sverige   | 4 – 1    | Träningsmatch |
| 15 november | Prag       | Tjeckoslovakien | Sverige   | 4 – 0    | Träningsmatch |
| 20 november | London     | Storbritannien  | Sverige   | 3 – 3    | Träningsmatch |

## 1948
| Datum       | Spelplats    |                |                    | Resultat | Typ av match  |
| ----------- | ------------ | -------------- | ------------------ | -------- | ------------- |
| 30 januari  | Sankt Moritz | Sverige        | Kanada (1931-1965) | 1 – 3    | OS 1948       |
| 31 januari  | Sankt Moritz | Sverige        | Tjeckoslovakien    | 3 – 6    | OS 1948       |
| 2 februari  | Sankt Moritz | Sverige        | Österrike          | 7 – 1    | OS 1948       |
| 3 februari  | Sankt Moritz | USA            | Sverige            | 5 – 2    | OS 1948       |
| 5 februari  | Sankt Moritz | Schweiz        | Sverige            | 8 – 2    | OS 1948       |
| 6 februari  | Sankt Moritz | Storbritannien | Sverige            | 3 – 4    | OS 1948       |
| 7 februari  | Sankt Moritz | Italien        | Sverige            | 0 – 23   | OS 1948       |
| 8 februari  | Sankt Moritz | Sverige        | Polen              | 13 – 2   | OS 1948       |
| 25 februari | Helsingfors  | Finland        | Sverige            | 2 – 4    | Träningsmatch |
| 26 februari | Tammerfors   | Finland        | Sverige            | 0 – 8    | Träningsmatch |
| 12 mars     | Stockholm    | Sverige        | Kanada (1931-1965) | 2 – 3    | Träningsmatch |
| 14 mars     | Stockholm    | Sverige        | Kanada (1931-1965) | 5 – 5    | Träningsmatch |
| 10 december | Stockholm    | Sverige        | Storbritannien     | 1 – 6    | Träningsmatch |
| 12 december | Stockholm    | Sverige        | Storbritannien     | 3 – 6    | Träningsmatch |

## 1949
| Datum       | Spelplats  |                 |                    | Resultat | Typ av match  |
| ----------- | ---------- | --------------- | ------------------ | -------- | ------------- |
| 3 januari   | Stockholm  | Sverige         | Storbritannien     | 4 – 2    | Träningsmatch |
| 6 januari   | Stockholm  | Sverige         | Storbritannien     | 2 – 2    | Träningsmatch |
| 30 januari  | Stockholm  | Sverige         | Kanada (1931-1965) | 2 – 0    | Träningsmatch |
| 1 februari  | Stockholm  | Sverige         | Kanada (1931-1965) | 4 – 2    | Träningsmatch |
| 12 februari | Stockholm  | Sverige         | Finland            | 12 – 1   | VM 1949       |
| 13 februari | Stockholm  | Sverige         | Tjeckoslovakien    | 4 – 2    | VM 1949       |
| 15 februari | Stockholm  | Sverige         | Österrike          | 18 – 0   | VM 1949       |
| 16 februari | Stockholm  | Sverige         | Kanada (1931-1965) | 2 – 2    | VM 1949       |
| 17 februari | Stockholm  | Sverige         | Schweiz            | 3 – 1    | VM 1949       |
| 18 februari | Stockholm  | Sverige         | USA                | 3 – 6    | VM 1949       |
| 20 februari | Stockholm  | Sverige         | Tjeckoslovakien    | 0 – 3    | VM 1949       |
| 3 mars      | Åbo        | Finland         | Sverige            | 5 – 9    | Träningsmatch |
| 4 mars      | Tavastehus | Finland         | Sverige            | 2 – 6    | Träningsmatch |
| 4 mars      | Stockholm  | Sverige         | USA                | 3 – 2    | Träningsmatch |
| 6 mars      | Stockholm  | Sverige         | USA                | 0 – 2    | Träningsmatch |
| 12 mars     | Prag       | Tjeckoslovakien | Sverige            | 6 – 6    | Träningsmatch |
| 13 mars     | Prag       | Tjeckoslovakien | Sverige            | 3 – 2    | Träningsmatch |
| 25 november | Stockholm  | Sverige         | Kanada (1931-1965) | 5 – 5    | Träningsmatch |
| 27 november | Stockholm  | Sverige         | Kanada (1931-1965) | 3 – 3    | Träningsmatch |
| 9 december  | Stockholm  | Sverige         | Tjeckoslovakien    | 3 – 5    | Träningsmatch |
| 11 december | Stockholm  | Sverige         | Tjeckoslovakien    | 5 – 0    | Träningsmatch |
| 30 december | Stockholm  | Sverige         | Storbritannien     | 1 – 5    | Träningsmatch |